# Parliament House (Canberra)

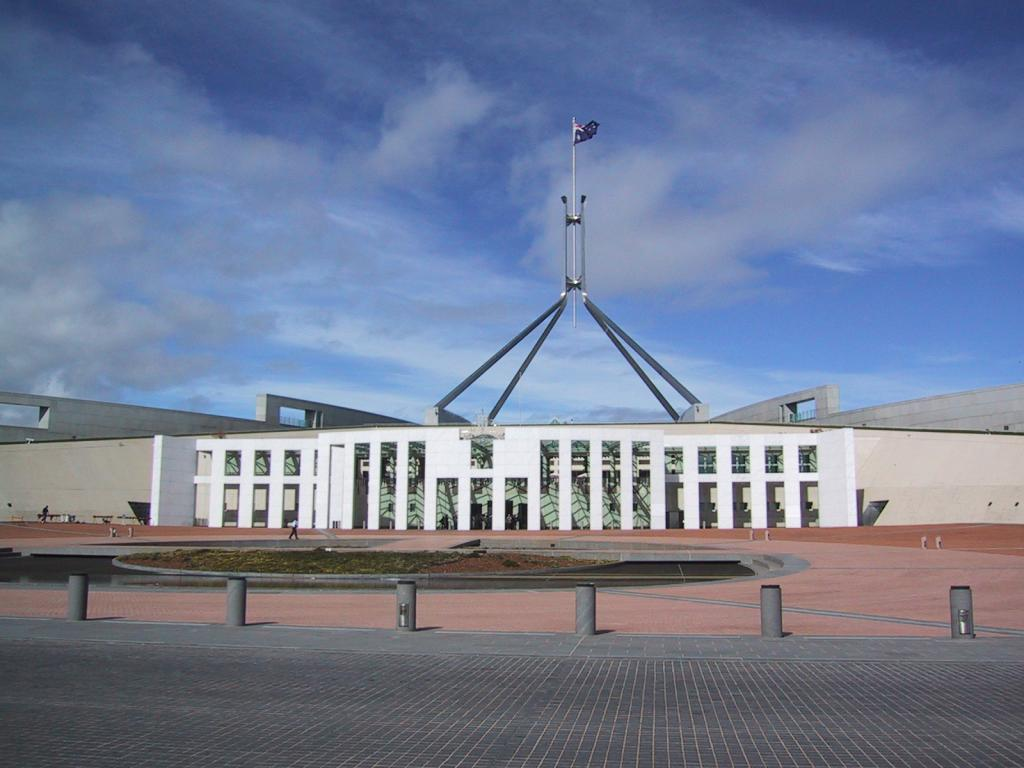
Nová budova parlamentu

Parliament House je nové sídlo australského parlamentu, stojící na vrcholku kopce Capital Hill v hlavním městě Austrálie Canbeře. Nachází se nedaleko staré budovy parlamentu z roku 1927.

## Historie
V roce 1980 vypsala tehdejší vláda na stavbu Nového parlamentu výběrové řízení, které vyhrál italský architekt Romaldo Giurgola žijící v Americe. Nová budova parlamentu byla otevřena roku 1988 při příležitosti dvoustého výročí osídlení Austrálie Angličany. Akt otevření provedla sama královna Alžběta II.

## Zajímavosti
Charakteristickým znakem budovy je obrovský, 81 metrů vysoký ocelový stožár pro vztyčení vlajky. Vstupní nádvoří zdobí mozaika "Sen o vačici a klokanovi" od Michaela Nelsona Jagamarry, vytvořená v duchu tradičního domorodého umění.
V samotné budově je:
- 4 500 místností
- 2 416 hodin
- 3 000 obrazů, soch a nástěnných koberců
- největší nástěnný koberec na světě (šířka 20 metrů), inspirovaný obrazem Arthura Boyda
- zasklený strop podepřený 48 mramorovými sloupy znázorňující eukalyptový les
- střecha zarostlá travou tak, aby dotvořila kopec Capital Hill